# Mbéré (Fluss)
Der Mbéré oder Mbere ist ein Fluss in Zentralafrika und ein Quellfluss des Logone.

## Verlauf
Er entspringt nördlich von Meiganga im Hochland von Kamerun, auf dem Baiaplateau, auf einer Höhe von etwa 1100 m. Er Verläuft überwiegend in östlicher – nordöstlicher Richtung durch den Nationalpark Vallée du Mbéré. Nach der Mündung des Ngou, bildet der Mbéré erst die Grenze zwischen Kamerun und der Zentralafrikanischen Republik, später die Grenze zwischen Kamerun und dem Tschad. Er vereinigt sich 30 km nördlich des Dreiländerecks auf der Grenze zwischen Tschad und Kamerun mit dem Vina.

## Identifikation

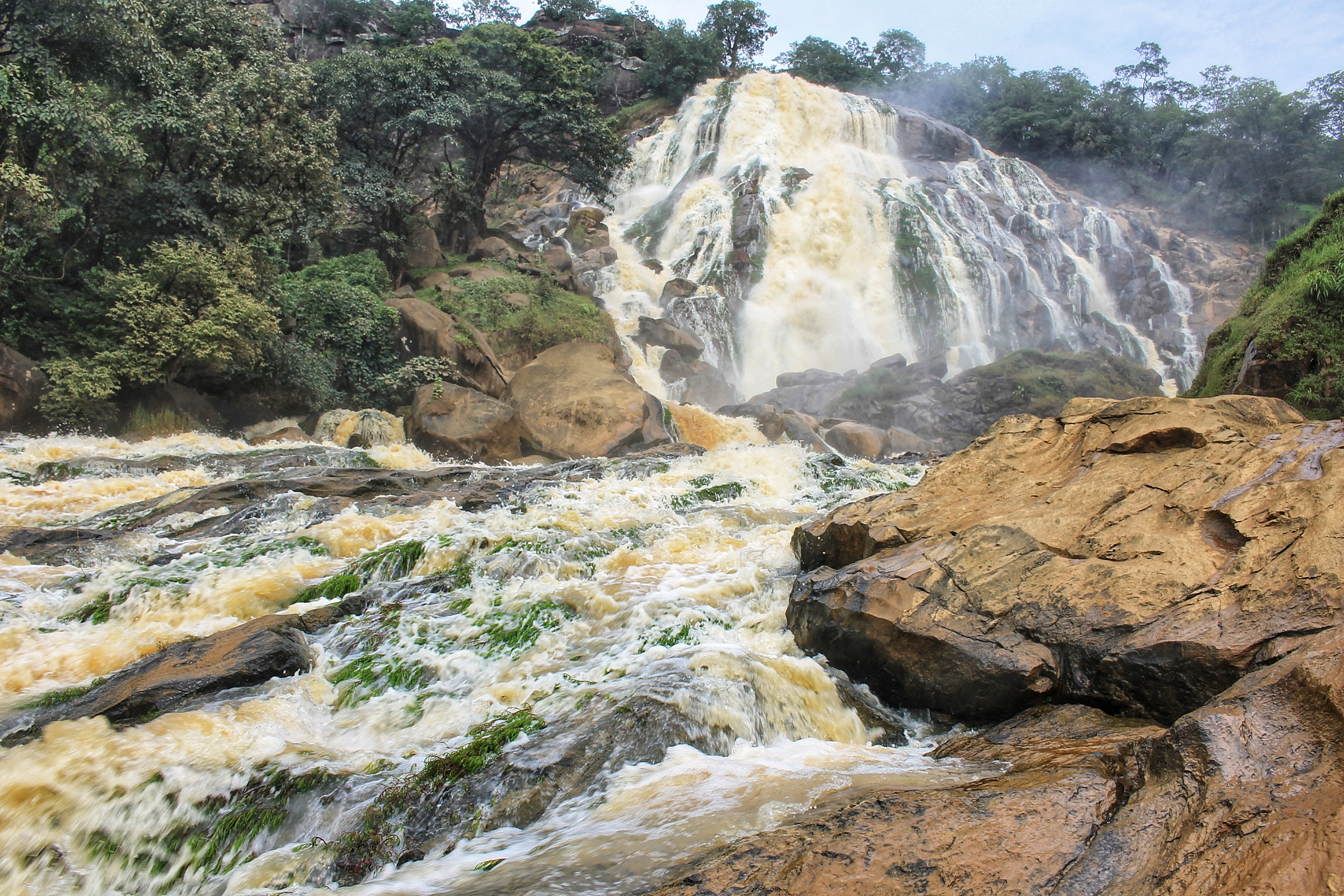
Lancrenon Falls am Ngou in Yamba im Adamaoua

Die Angaben über die Flüss der der Region sind zum Teil unterschiedlich. In einigen Fällen wird der Mbéré mit dem Logone Occidental (westlicher Logone) gleichgesetzt, der sich mit dem Pendé vereint und den Logone bildet. Auf anderen Karten ändert er seinen Namen in Logone Occidental nach dem Zusammenfluss mit dem Vina. Entsprechend werden die Einzugsgebiete mit 7430 km² und einem Abfluss von 114 m³/s und 21.360 km² und einem Abfluss von 346 m³/s unterschiedlich angegeben.

## Hydrometrie
Die Durchflussmenge des Flusses wurde an der Station Mbere in m³/s gemessen